# Studentenstadt (métro de Munich)
Studentenstadt (en allemand : -Bahnhof Studentenstadt) est une station de la ligne U6 du métro de Munich. Elle est située à proximité de l'Ungererstraße dans le secteur nord de Schwabing-Freimann, à Munich en Allemagne. Elle dessert notamment la cité étudiante de Freimann.
Mise en service en 1971, elle est desservie par les rames qui circulent sur la ligne 6.

## Situation sur le réseau

Plan du métro (2020).

Établie en surface, Studentenstadt est une station de passage de la ligne U6 du métro de Munich. Elle est située en entre la station Freimann, en direction du terminus nord Garching-Forschungszentrum, et la station Alte Heide, en direction du terminus sud-ouest Klinikum Großhadern.
Elle dispose d'un quai central encadré par les deux voies de la ligne.

## Histoire
Le 6 juillet 1967 commencent les premiers essais de circulation sur la ligne. La station Studentenstadt est mise en service le 19 octobre 1971, lors de l'ouverture à l'exploitation des 12 km de la première section de ligne du métro de Munich, entre Kieferngarten et Goetheplatz. La station est partiellement recouverte d'un plafond en béton, avec des lames en aluminium et des lucarnes. Le plafond est soutenu par des piliers recouverts de plaques d'aluminium. Elle est nommée en référence à la Studentenstadt (cité étudiante de Freimann), qu'elle dessert.
La gare est rénovée en 2005 et 2006, avec notamment l'amélioration de l'accessibilité des personnes à la mobilité réduite, avec la mise au norme de l'ascenseur et la surélévation, de 5 cm, du quai pour un accès sans marche dans les rames.

## Services aux voyageurs

### Accès et accueil
Des escaliers mécaniques, des escaliers fixes et un ascenseur mènent chacun du centre de la plate-forme à un portique sous les voies ferrées et l'Ungererstraße. De là, un escalier mécanique et un escalier fixe mènent chacun à la surface du parking relais à l'ouest de la gare, de l'autre côté de l'Ungererstraße et entre la gare et l'Ungererstraße. Ce dernier accès dispose également d'un ascenseur.

### Desserte
Studentenstadt est desservie les rames de la ligne U6 du métro de Munich.

Installations et desserte
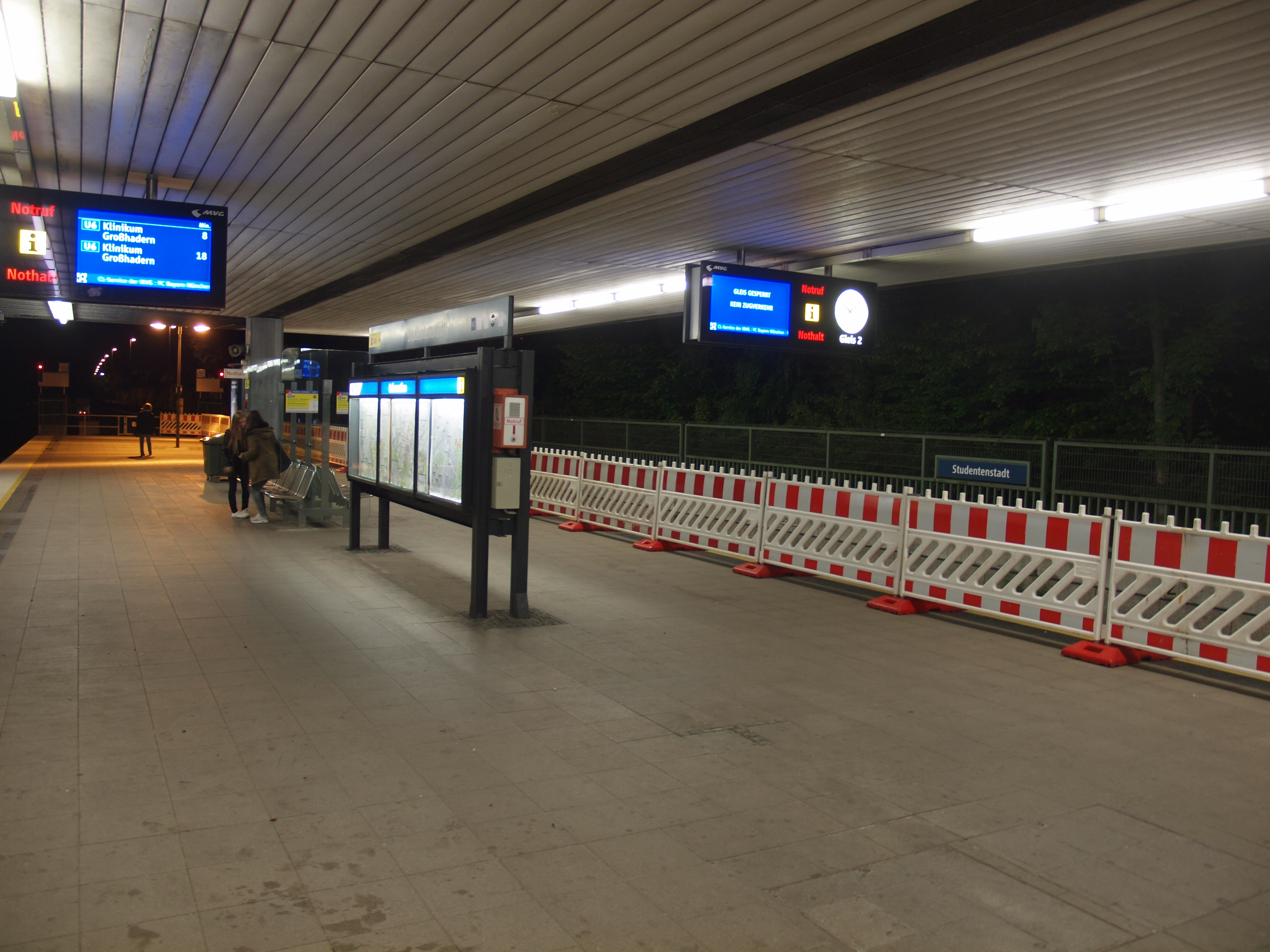
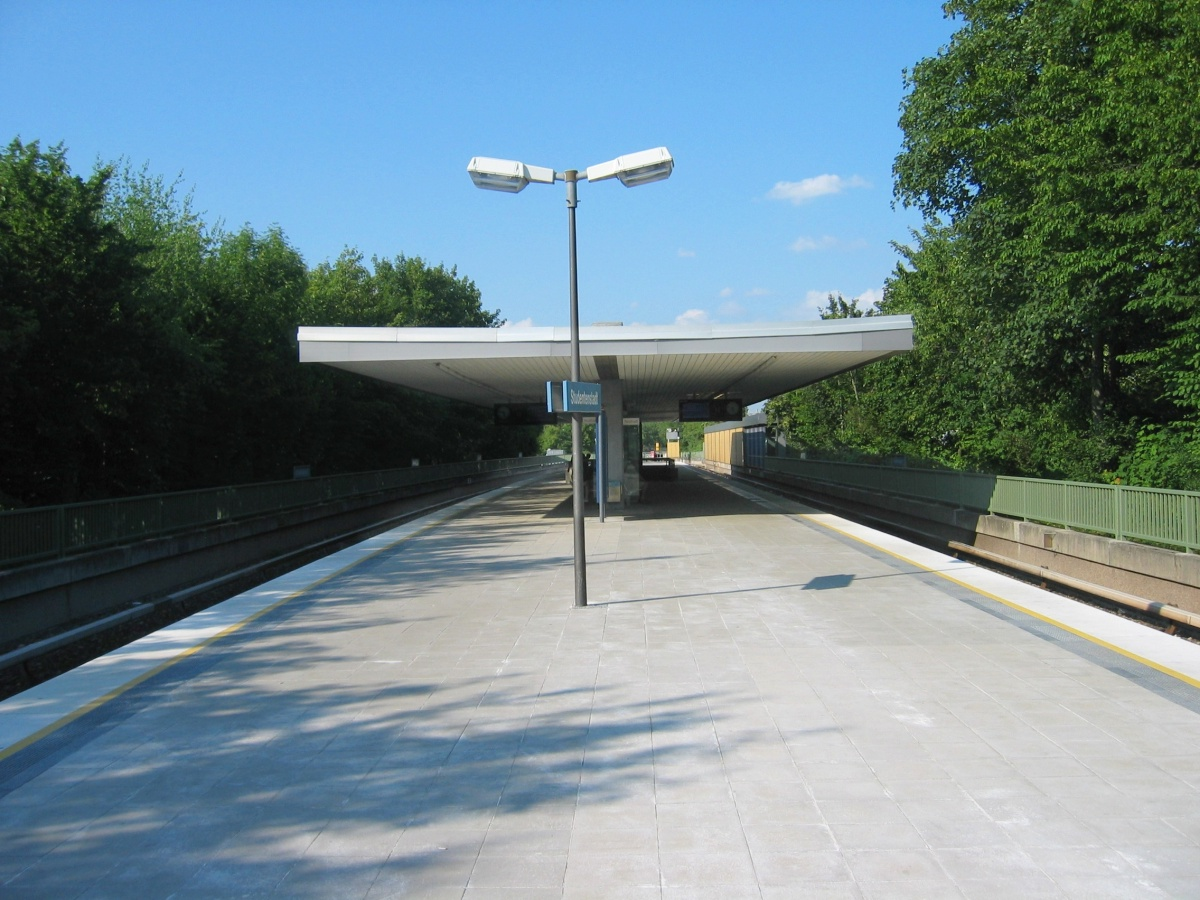
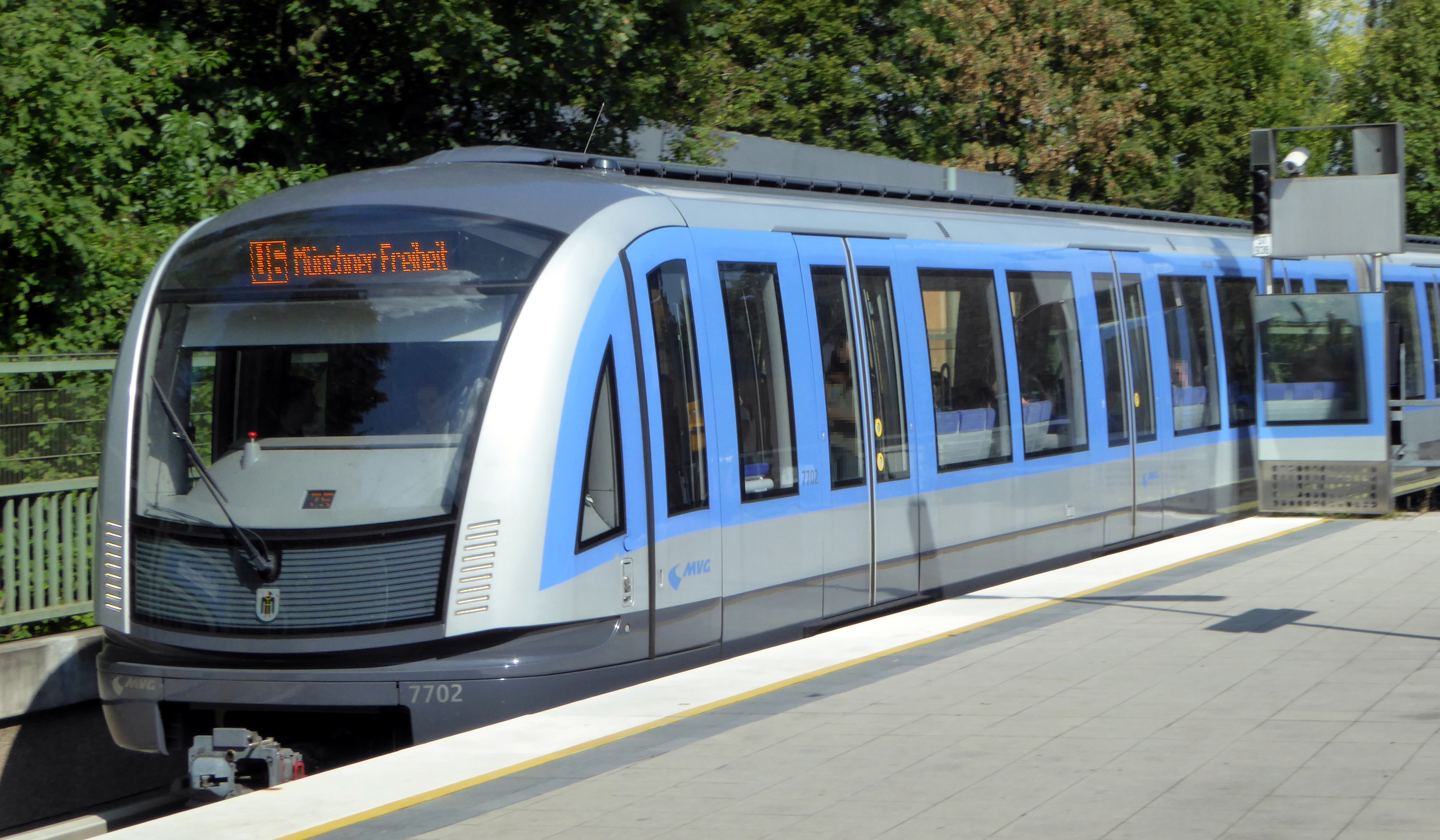

### Intermodalité
La gare routière voisine fait de la station un lieu de transit important. La ligne de métrobus 50, qui va de Bogenhausen en passant par Parkstadt Schwabing à Milbertshofen, s'arrête ici, tout comme la ligne de bus express X50. Les lignes de bus de ville 177 et 181, qui se terminent ici, relient la zone autour du Frankfurter Ring et Freimann et l'Auensiedlung à la station. De plus, les lignes de bus régionales 231 et 233 relient la gare à la commune d'Unterföhring. Le parking-relais voisin permet également de passer du transport privé au métro.

## À proximité
La station est située à côté de l'Ungererstraße, parallèle à l'est, de l'autre côté de laquelle se trouve la cité étudiante de Freimann, qui donne son nom à la station. La Grasmeierstraße, qui bifurque à la station, mène à la partie nord du jardin anglais. À l'ouest de la gare passe la Bundesautobahn 9 au-delà d'un parking de stationnement relais adjacent, derrière elle se trouvent de vastes zones commerciales à proximité du Frankfurter Ring.